# Lepidopsetta bilineata
Espèce
Lepidopsetta bilineata, la fausse-limande du Pacifique, est une espèce de poissons de la famille des Pleuronectidae.